# Vòng loại Giải vô địch bóng đá thế giới 1938
Tổng cộng có 37 đội tham dự vòng loại Giải vô địch bóng đá thế giới 1938, cạnh tranh cho tổng cộng 16 suất vào vòng chung kết. Lần đầu tiên, những người giữ danh hiệu và quốc gia chủ nhà được tự động đủ điều kiện. Do đó, Pháp, với tư cách là chủ nhà và Ý,  với tư cách là nhà vô địch, tự động đủ điều kiện tham gia, để lại 14 suất trống cho cuộc cạnh tranh.
Do Nội chiến Tây Ban Nha, Tây Ban Nha đã rút lui khỏi cuộc thi. 34 đội còn lại được chia thành 12 bảng, dựa trên các cân nhắc về địa lý, như sau:
- Bảng 1 đến 9 – Châu Âu: 11 suất, có 23 đội tranh tài (bao gồm Ai Cập và Palestine).
- Bảng 10 và 11 – Châu Mỹ: 2 suất, có 9 đội tranh tài.
- Bảng 12 – Châu Á: 1 suất, có 2 đội tranh tài.

Tuy nhiên, do Áo rút lui sau vòng loại (họ đã bị Đức sáp nhập), chỉ có 15 đội thực sự tham gia vòng chung kết. FIFA không trao quyền tham gia cho đội nhì bảng mà Áo đã tham gia, Latvia.
Tổng cộng có 21 đội đã chơi ít nhất một trận vòng loại. Tổng cộng có 22 trận vòng loại đã diễn ra và có 96 bàn thắng được ghi (trung bình 4,36 bàn mỗi trận).

## Thể thức
12 bảng có những quy định khác nhau như sau:
- Bảng 1 có 4 đội. Các đội thi đấu với nhau một lần. Đội nhất bảng và nhì sẽ đủ điều kiện.
- Bảng 2, 3, 4, 5 và 7 mỗi đội có 2 đội Các đội, ngoại trừ Bảng 5, thi đấu với nhau theo thể thức sân nhà và sân khách. Những đội chiến thắng trong bảng sẽ đủ điều kiện. Ở bảng 5, Thụy Sĩ và Bồ Đào Nha chỉ thi đấu một trận trên sân trung lập và đội thắng sẽ giành quyền đi tiếp.
- Bảng 6 và bảng 8 mỗi đội có 3 đội. Đội mạnh nhất của mỗi nhóm được xếp hạt giống. Sẽ có hai vòng chơi:
  - Vòng 1 Đội hạt giống tạm biệt và tiến thẳng vào Vòng Chung kết. 2 đội còn lại thi đấu với nhau theo thể thức sân nhà và sân khách. Đội chiến thắng sẽ tiến vào Vòng Chung kết.
  - Vòng Chung kết Đội hạt giống thi đấu với đội thắng ở Vòng 1 trên sân nhà. Đội chiến thắng sẽ đủ điều kiện.
- Bảng 9 có 3 đội. Các đội thi đấu với nhau một lần. Đội nhất bảng và nhì sẽ đủ điều kiện.
- Bảng 10 có 2 đội. Đội chiến thắng bảng sẽ đủ điều kiện.
- Bảng 11 có 7 đội. Đội chiến thắng bảng sẽ đủ điều kiện.
- Bảng 12 có 2 đội. Đội chiến thắng bảng sẽ đủ điều kiện.

Chìa khóa:
- Các đội được đánh dấu màu xanh lá cây đủ điều kiện vào vòng chung kết.
- Các đội được đánh dấu màu cam đã vượt qua vòng loại cuối cùng của bảng.